# 谷口善太郎
谷口 善太郎（たにぐち ぜんたろう、1899年10月15日 - 1974年6月8日）は、日本の小説家、政治家である。衆議院議員（6期）。小説家としては、ペンネームの須井一（すい はじめ）・加賀耿二（かが こうじ）で知られることも多い。愛称は「谷善（たにぜん）」。

## 経歴
石川県能美郡国造村和気（現在の石川県能美市和気町）出身。和気高等小学校卒業後、村の読書サークルに参加、谷口夢草の名前で短歌をつくる。その後上京、その後には京都で清水焼の労働をしながら労働運動に従事する。1928年の三・一五事件で検挙され、外出や執筆をしないという条件で仮釈放された。
しかし、1931年、東京から訪れた貴司山治のすすめにより、『須井一』のペンネームで執筆した「綿」が評判になる。その後、「幼き合唱」「清水焼風景」などの作品を書き、プロレタリア文学の新進作家として注目された。ところが、プロレタリア文学関係の紙誌に執筆する段階ではペンネームの使用だけですんだのだが、『中央公論』や『改造』などの総合雑誌に作品を発表するにあたっては、本名を編集側に明らかにしなければならなかったので、友人に身代わりの『須井一』になってもらうことにした。だが、検挙されたその友人が、実際の執筆者と誤認され、小説を書かないと当局に約束したために、ペンネームを『加賀耿二』に変更する。
また、この時期には、磯村秀次のペンネームで、『日本労働組合評議会史』を執筆、1932年に刊行した。この本は、1920年代の日本の労働運動の証言として評価され、戦後青木文庫（1952年）、新日本出版社から再刊された。
戦後は政治運動に参加し、1949年の第24回衆議院議員総選挙に、日本共産党公認で京都府第1区から出馬して当選を果たす。1950年に公職追放を受け、しばらくの間は作家として『人民文学』誌に作品を発表するなどの活動をしたが、1960年の第29回衆議院議員総選挙で返り咲いてからは1972年まで5回連続当選を果たし、京都における共産党の中心的な存在として活躍した。1974年、在職中に死去した。

## 著書
- 日本労働組合評議会史  全２冊　磯村秀次　京都共生閣、1932　のち谷口善太郎名で高桐書店 1948、青木文庫1953・1954　新日本出版社1975（1冊に合本）
- 清水焼風景 / 須井一 改造社 1932
- 源三 / 須井一 改造社 1933
- 加賀耿二創作集 第1（血の鶴嘴） 文学案内社 1936
- 工場へ / 加賀耿二 東亜公論社 1940
- 綿 / 加賀耿二 三一書房 1946
- 清水焼風景 /　加賀耿二　三一書房　1954
- 綿　谷口善太郎小説選 / 新日本出版社 1963 新装版1972
- つりのできぬ釣師 随筆と小品 / 谷口善太郎 新日本出版社 1972
- 綿・幼き合唱 / 谷口善太郎 新日本文庫 1975
- 日本プロレタリア文学集　29 /　谷口善太郎　新日本出版社　1986